# Warsteiner Brauerei Haus Cramer

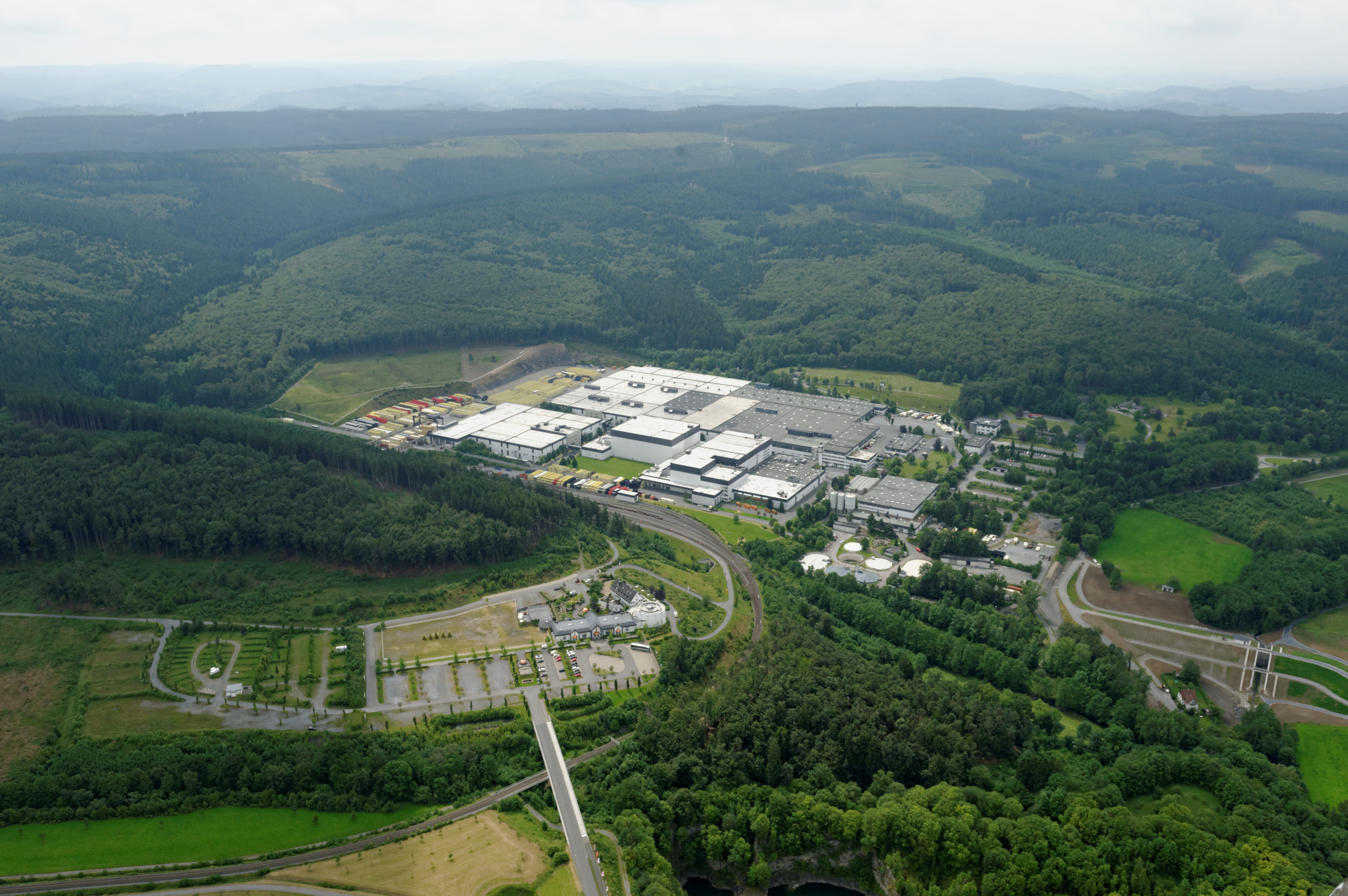
Luftaufnahme (2014)

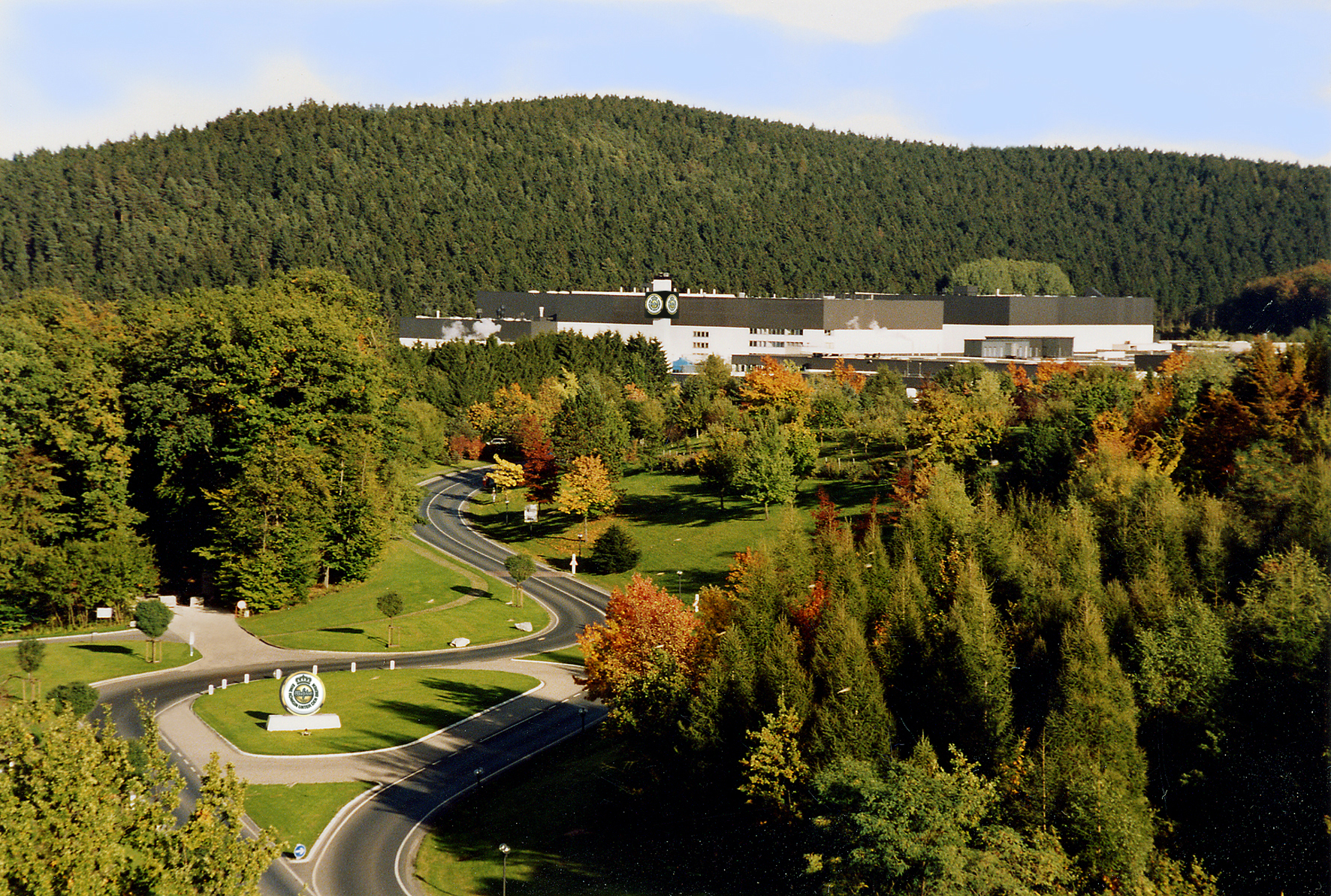
Warsteiner Brauerei im Waldpark

Die Haus Cramer Holding KG ist die Konzernobergesellschaft der Warsteiner-Gruppe mit Sitz in Warstein. Bekanntestes Unternehmen der Gruppe ist die Warsteiner Brauerei Haus Cramer KG, die eine Großbrauerei in Warstein betreibt.
Das Unternehmen befindet sich seit der Gründung im Familienbesitz und wird von einem Mitglied der Familie Cramer geleitet.
Alleineigentümerin ist Catharina Cramer.

## Geschichte

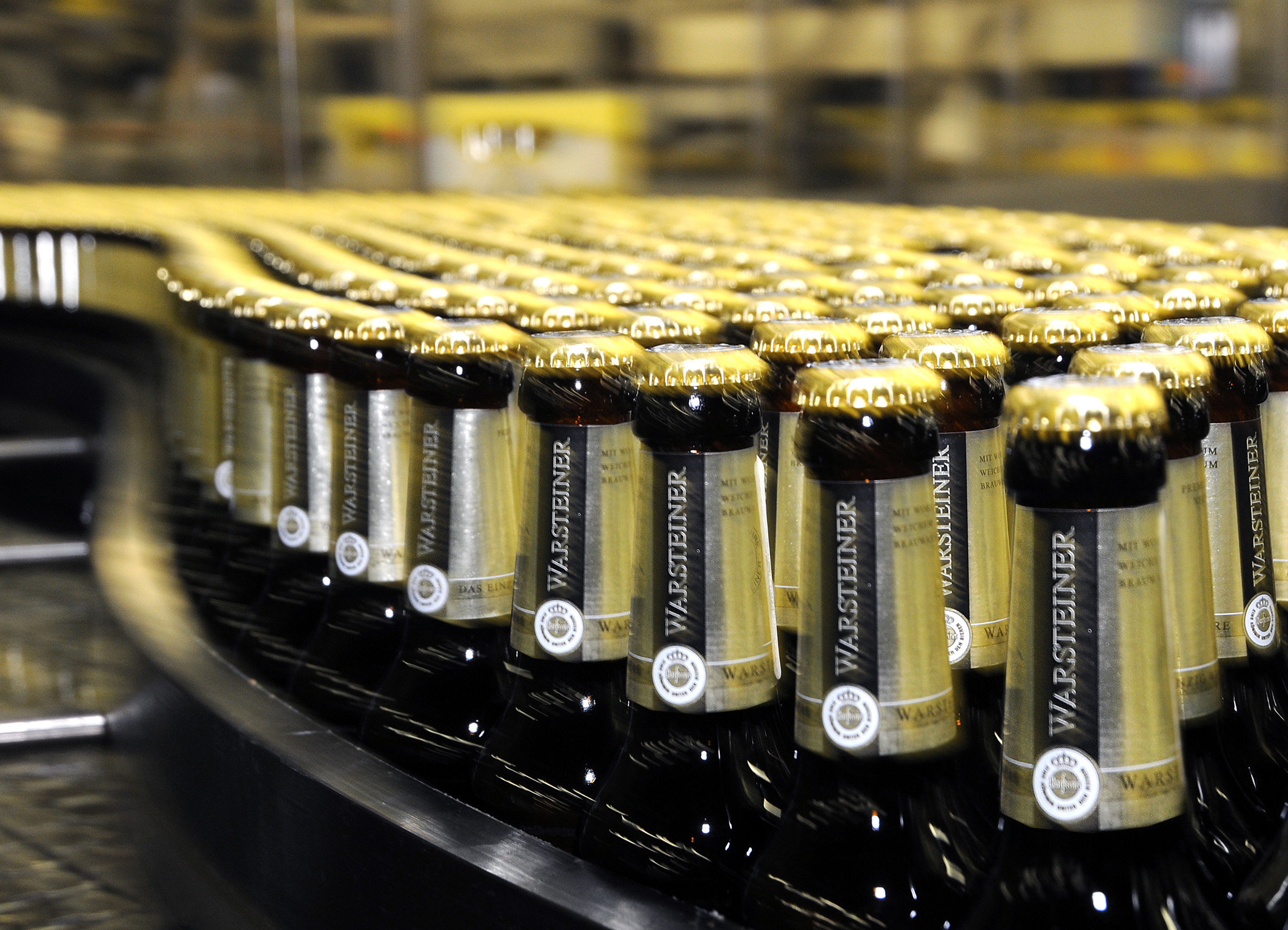
Flaschenabfüllung

1753 begann die Geschichte der Brauerfamilie Cramer. Dem Landwirt Antonius Cramer wurde auf sein gebrautes und verkauftes Bier erstmals eine Steuer von einem Reichstaler und 19 Gulden erhoben. Sohn Johannes Vitus Cramer übernahm die Hausbrauerei. Dank der zentralen Lage des Wohnhauses in Warstein florierte der Bierausschank. Im Dezember 1802 wurden große Teile der Stadt Warstein durch einen Brand zerstört. Cramers Haus war ebenfalls betroffen.
Johannes Vitus errichtete 1803 das Stammhaus des Unternehmens wieder am alten Standort. Das Gebäude wurde zu einem Gast- und Beherbergungsbetrieb mit Hausbrauerei ausgebaut. Da in unmittelbarer Nähe die St. Pankratiuskirche errichtet wurde, war man nun im Mittelpunkt des Ortes. Noch heute steht das Stammhaus, genannt die Domschänke, im historischen Kern der Stadt. 1804 übergab er die Leitung des Betriebs an seinen ältesten Sohn Casper.
1823 übernahmen Albert und August die Leitung der Brauerei. An der Brauerschule in Worms erlernten sie die Brautechnik.
Der eigentliche Aufschwung begann 1884 mit der Anbindung Warsteins an die Eisenbahn. Damit wurde über den engeren lokalen Rahmen hinaus der Versand des Bieres möglich. Eine Modernisierung und Expansion des Betriebes erfolgte durch die Inbetriebnahme einer ersten Dampfmaschine 1895 und die Eintragung ins Unternehmensregister 1898. Bis 1920 entwickelte sich die Brauerei zu einem für damalige Verhältnisse modernen Unternehmen, das neben der Pils- und Bockbierherstellung auch Limonaden und Tafelwasser abfüllte.
Mit der Erschließung der in Kaisersiepen 1927 von Albert Cramer entdeckten Kaiserquelle begann ab 1928 die Konzentration auf die Herstellung von Pils. Die Wasserqualität, mit einer Wasserhärte von nur ein bis zwei Grad, eignete sich ausgezeichnet für die Bierherstellung.
Mit einer Braukapazität von über 100.000 Hektoliter pro Jahr zählte Warsteiner 1960 zu den deutschen Großbrauereien. Die Nachfrage nach Bier nach Pilsener Brauart stieg in Deutschland stetig an. Die Kapazitätsgrenzen in der Brauerei im Stadtkern waren bald erreicht. Am südlichen Stadtrand von Warstein wurde 1974 mit einem Neubau begonnen. 1976 konnte die Waldparkbrauerei „als die modernste und größte Brauerei Europas“ durch Albert Cramer eröffnet werden.
Mit über zwei Millionen Hektoliter war Warsteiner 1984 Deutschlands größte Biermarke. Im Jahr 1990 wurde das Braugeschäft der Nies-Gruppe mit den Marken Isenbeck, Kloster, Paderborner und Weissenburg sowie die 1982 errichtete und damals hochmoderne Brauerei in Paderborn übernommen. In der Folge wurde 1994 mit einem Ausstoß von mehr als sechs Millionen Hektoliter der Höhepunkt in der Firmengeschichte erreicht. Im Jahr 2008 war die Waldparkbrauerei, die damals auf eine Leistung von sieben Millionen Hektoliter ausgerichtet war, nicht mal zur Hälfte ausgelastet. Nach Produktionsrückgängen lag der Ausstoß der gesamten Warsteiner-Gruppe 2010 bei 5,4 Millionen Hektoliter.
| Bierausstoß der Warsteiner Brauerei in hl | Bierausstoß der Warsteiner Brauerei in hl | Bierausstoß der Warsteiner Brauerei in hl | Bierausstoß der Warsteiner Brauerei in hl | Bierausstoß der Warsteiner Brauerei in hl |
| ----------------------------------------- | ----------------------------------------- | ----------------------------------------- | ----------------------------------------- | ----------------------------------------- |
|                                           |                                           |                                           |                                           |                                           |
| 1967                                      | 1967                                      |                                           | 2.420.000                                 | 2.420.000                                 |
| 1997                                      | 1997                                      |                                           | 5.470.000                                 | 5.470.000                                 |
| 1998                                      | 1998                                      |                                           | 4.670.000                                 | 4.670.000                                 |
| 2006                                      | 2006                                      |                                           | 3.330.000                                 | 3.330.000                                 |
| 2009                                      | 2009                                      |                                           | 2.850.000                                 | 2.850.000                                 |
| 2011                                      | 2011                                      |                                           | 2.720.000                                 | 2.720.000                                 |
| 2013                                      | 2013                                      |                                           | 2.250.000                                 | 2.250.000                                 |
| 2015                                      | 2015                                      |                                           | 2.340.000                                 | 2.340.000                                 |
| 2016                                      | 2016                                      |                                           | 2.240.000                                 | 2.240.000                                 |
| 2017                                      | 2017                                      |                                           | 2.150.000                                 | 2.150.000                                 |
| 2018                                      | 2018                                      |                                           | 2.260.000                                 | 2.260.000                                 |
| 2019                                      | 2019                                      |                                           | 2.220.000                                 | 2.220.000                                 |
|                                           |                                           |                                           |                                           |                                           |

Das Jahr 1994 stellte gleichzeitig eine Zäsur in der Unternehmensgeschichte dar. In Hamburger Gastronomiekreisen tauchten Gerüchte auf, nach denen die Warsteiner Brauerei mit der Scientology-Sekte in Verbindung stehen sollte. Diese Gerüchte verbreiteten sich in den darauf folgenden Jahren in ganz Deutschland, obwohl die Brauerei im Herbst 1994 und nochmals 1997 mit ganzseitigen Anzeigen in allen großen deutschen Tageszeitungen und Nachrichtenmagazinen versucht hatte, sich gegen diese Kampagne zur Wehr zu setzen. Als Folge musste die Brauerei ab 1995 bis über die Jahrtausendwende hinweg erhebliche Absatzeinbrüche hinnehmen. Eine Rehabilitierung erfuhr Warsteiner durch einen Sendebeitrag des Medienmagazins Zapp, der am 17. Februar 2010 im NDR ausgestrahlt wurde. Darin griff das Magazin unter dem Titel „Perfide Public Relations verdeckt aus dem Hinterhalt“ die Lancierung der Gerüchte um Warsteiner als Beispiel für eine Kampagne auf.
2006 hat Catharina Cramer, die jüngste Tochter von Albert Cramer, als erste Frau seit Bestehen des Unternehmens in der Geschäftsleitung Verantwortung übernommen.
Die wenig innovative Marktstrategie in den letzten Jahren führte zu Produktions- und Umsatzrückgängen. Das Unternehmen reagierte mit einem ausgeprägten Sparkurs. Mitarbeiter wurden entlassen, Produktionsstätten geschlossen und das Sponsoring wurde eingeschränkt. Nach mehreren Jahren marktbedingter Absatzrückgänge kehrte Warsteiner im Jahr 2010 auf einen leichten Wachstumskurs zurück. Der gesamte Getränkeausstoß der Warsteiner Gruppe 2012 bewegte sich mit 4,56 Millionen Hektoliter auf dem Niveau des Jahres 2011. Der konsolidierte Umsatz der Warsteiner Gruppe lag im Geschäftsjahr 2012 bei 530 Millionen Euro, eine Steigerung um 1,6 Prozent im Vergleich zum Vorjahr. Zum Gewinn machte Warsteiner keine Angaben. Sowohl im Inland als auch im Ausland erzielte die Marke Warsteiner im Jahr 2013 ein Absatzplus gegenüber dem Vorjahr – zusammengenommen 1,2 Prozent, dabei sank der Umsatz von 530 Millionen Euro auf 519 Millionen Euro. Der gesamte Getränkeausstoß der Warsteiner Gruppe belief sich 2013 mit 4,56 Millionen Hektoliter auf Vorjahresniveau.
Albert Cramer, Inhaber der Warsteiner Brauerei, verstarb am 20. November 2012 im Alter von 69 Jahren.
In Warstein kam es am 10. August 2013 zu einem Legionellose-Ausbruch. Am 11. September gab die Brauerei per Pressemeldung bekannt, dass auch in Abwasservorbehandlungsbecken der betrieblichen Kläranlage und in einer Kühlanlage Legionellen gefunden worden seien. Als Maßnahmen wurden Abdeckung des betriebseigenen Klärbeckens, UV-Desinfektion des Ablaufs und kontinuierliche Desinfektion der Rückkühlwerke beschlossen und durchgeführt.
Vor dem Umweltausschuss des Landtages in Düsseldorf gab der Landesumweltminister Johannes Remmel am 11. Februar 2014 bekannt, dass noch im Januar 2014 im Belebungsbecken der Betriebskläranlage der Warsteiner Brauerei sehr hohe Konzentrationen von Legionellen gemessen wurden. Dabei wurden mehrere Millionen sogenannte koloniebildende Einheiten (kbE) von Legionellen pro 100 Milliliter Wasser gefunden. Bei Trinkwasser besteht ein Legionellen-Grenzwert von 100 kbE. Nach Schätzungen des Ruhrverbandes wird die geplante Sanierung und dauerhafte Sicherung der mit Legionellen belasteten Anlagen in Warstein etwa sieben Millionen Euro kosten. Saniert werden sollen die betriebliche Kläranlage von Warsteiner, die Kanalisation (Brauereikanal), welche die betriebliche Kläranlage von Warsteiner mit der kommunalen Kläranlage verbindet und die kommunale Kläranlage. 1,8 Millionen Euro würde allein die geplante Sanierung des Brauereikanals kosten und 5,5 Millionen Euro die Kläranlage des Ruhrverbandes. Der Brauereikanal soll mit druckdicht verschlossenen Revisionsschächten versehen werden, damit keine Krankheitserreger mehr in die Luft gelangen können. In der Kläranlage der Brauerei soll die biologische Vorklärung zukünftig entfallen und nur noch als Abwasser-Sammelbecken fungieren. Unklar war noch, wie die Legionellen aus einem Bioreaktor, hier das Belebungsbecken der Brauerei-Kläranlage, entfernt werden können, da eine komplette Außerbetriebnahme und Desinfektion von betrieblicher Kläranlage, Kanalisation und kommunaler Kläranlage nicht möglich sei. Bei den Flüssen Wäster und Möhne, in welche das Wasser der kommunalen Kläranlage eingeleitet wird, galt immer noch das seit September 2013 geltende Wasserentnahmeverbot, wobei die Konzentrationen von Legionellen in diesen Flüssen unbedenklich war. Noch im Februar 2014 war unklar, wo genau Legionellen ihre erste Brutstätte hatten.
Am 27. September 2013 strahlte der WDR in der Sendereihe Dynastien in NRW die Sendung Vom Dorfbier zur Weltmarke – Die Cramers aus Warstein aus.
Im Januar 2014 verhängte das Bundeskartellamt gegen die Warsteiner-Brauerei und drei weitere Brauereien wegen Preisabsprachen für Fass- und Flaschenbiere in einem Bierkartell von 2006 bis 2008 Bußgelder in Höhe von insgesamt 106,5 Millionen Euro.
Ab Mai 2024 braut Warsteiner das polnische Bier Tyskie Gronie für die Asahi Brands Germany GmbH für den deutschen Markt. Es erfolgt eine Abfüllung in Sechserpacks mit 0,33-Liter-Flaschen. Die eigenständige, 2023 gegründete, Dienstleistungstochter H. C. Drinks Solutions GmbH bietet Lohnbrauen an. Inzwischen wird auch die Eigenmarke Schmackes Hell für REWE gebraut. 
Im Auftrag der Deutschlandtochter des türkischen Getränkekonzerns Anadolu Efes braut sie ab Herbst 2025 in Warstein dessen Marke „Efes Pilsener“ nach der Originalrezeptur.

## Das Unternehmen
Die Marke „Warsteiner“ gehört neben anderen Marken zur Haus Cramer Management GmbH. Die Brauerei hat für die Stadt Warstein und die gesamte Region einen hohen Stellenwert, ist ein bedeutender Arbeitgeber in der Region und machte Warstein deutschlandweit bekannt. Das Unternehmen prägt zu einem großen Teil das kulturelle Leben in Warstein.
Seit dem Herbst 2009 betreibt die Warsteiner Brauerei ein eigenes Blockheizkraftwerk für die Versorgung der Waldparkbrauerei mit Wärme und Strom aus eigener Erzeugung. Im Februar 2012 zertifizierte der TÜV NORD das Energiemanagementsystem der Warsteiner Brauerei. Das Sauerländer Unternehmen vermindert durch die Zertifizierung Treibhausgasemissionen und reduziert gleichzeitig die künftigen Kostenbelastungen für das eigene Unternehmen.

## Produkte

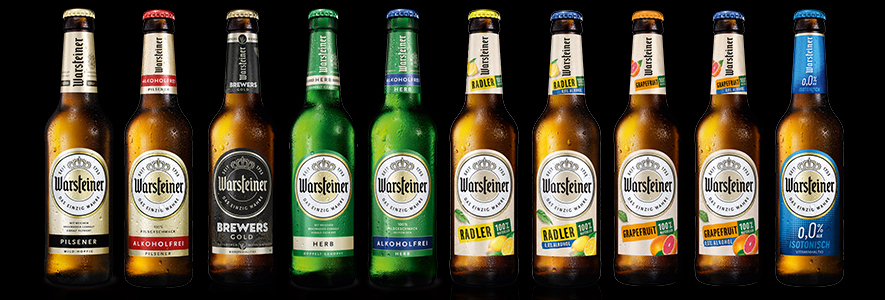
Warsteiner Produktsortiment

Die Brauerei produziert und vertreibt ihr Sortiment unter der als „Premium“-Produkt bezeichneten Marke Warsteiner Premium. Sie hat das Markenimage anstelle der individuellen Produkte beworben. Zur Produktpalette gehören (Stand 2019):
- Premium Pilsener: Bier nach Pilsner Brauart.
- Herb: Das Bier ist herber als das Premium Verum. Der höhere Bitterwert wird durch eine größere Menge an Hopfen erzielt, der während der Würzekochung zweimal zu unterschiedlichen Zeiten zugegeben wird.[24]
- Herb Alkoholfrei
- Alkoholfrei: ein alkoholfreies Bier in Anlehnung an das Premium Verum. Im Februar 2011 veränderte die Warsteiner Brauerei die Rezeptur von 0,0 % Alkohol in ein isotonisch wirkendes Getränk.
- Radler Zitrone: Biermischgetränk mit 50 % Zitronenlimonade, für die ein Konzentrat aus Zitronensaft verwendet wird.
- Radler Alkoholfrei: Biermischgetränk mit Mischung aus 60 % Warsteiner Alkoholfrei und 40 % Zitronenlimonade unter Verwendung von Zitronensaftkonzentrat.[25]
- Lemon: Biermischgetränk mit 50 % Limetten Erfrischungsgetränk.
- Weihnacht: saisonales, bernsteinfarbenes Festbier.[26]
- Warsteiner Braumeister Edition: kaltgehopfte, naturtrübe Bierspezialität.[27]
- Warsteiner Summer Breeze: Biermischgetränk aus 80 % Warsteiner und 20 % Erfrischungsgetränk mit natürlichem Minz- und Limettenaroma[28]
- Warsteiner Sunrise: Biermischgetränk aus 80 % Warsteiner und 20 % Erfrischungsgetränk mit Tequila-Orangen-Granatapfel-Geschmack[29]

Außerdem gibt es:
- Warsteiner Dunkel: Dunkles Bier, ausschließlich für den amerikanischen Markt. Wird beworben als Premium German Dunkel.

Nicht mehr verfügbar:
- Warsteiner Moscow Mule: Biermischgetränk aus 80 % Warsteiner und 20 % Erfrischungsgetränk mit Ingwer-, Limetten- und Wodka-Flavour[30]

## Warsteiner-Gruppe
Beteiligungen und Tochterfirmen
- Warsteiner Brauerei
- Herforder Brauerei (seit 2007)
- Brauerei Frankenheim (seit 2005)
- Vertrieb der Biermarken Guinness und Kilkenny von 2005 bis 2013[32]
- König Ludwig Schlossbrauerei Kaltenberg (Beteiligung seit 2001)
- Paderborner Brauerei (seit 1990)
- Welcome Hotelgruppe (von 1998 bis 2016)[33]
- Isenbeck
- Bierothek Group GmbH (von 2023 bis 2025)[34]

## Internationale Entwicklung
Das Auslandsgeschäft von Warsteiner stellte ein wichtiges Standbein der Brauerei dar. Mit der C. A. S. A. Isenbeck verfügte die Brauerei bis zum 23. November 2010 über ein eigenes Tochterunternehmen in Argentinien. SABMiller hat die argentinische Brauerei von der Warsteiner Gruppe abgekauft, eine langfristige Lizenzvereinbarung sichert aber Produktion und Vertrieb der Marke in Argentinien. Das von Warsteiner in Argentinien betriebene Weingeschäft blieb zunächst von der kompletten Transaktion ausgeschlossen. Im Jahre 2011 zog sich Warsteiner mit der Veräußerung des Weingeschäfts vollständig aus dem operativen Geschäft in Argentinien zurück.
Des Weiteren werden Kooperationen mit Partnerbrauereien in Afrika gepflegt und Verträge über Lizenzproduktionen beispielsweise in Russland unterhalten. Insgesamt exportiert die Brauerei die Marke Warsteiner in mehr als 60 Länder der Welt.
Die Barth-Haas-Group listet Warsteiner zum 31. Dezember 2017 auf Platz 38 der 40 größten Brauereigruppen der Welt.

## Besucherzentrum

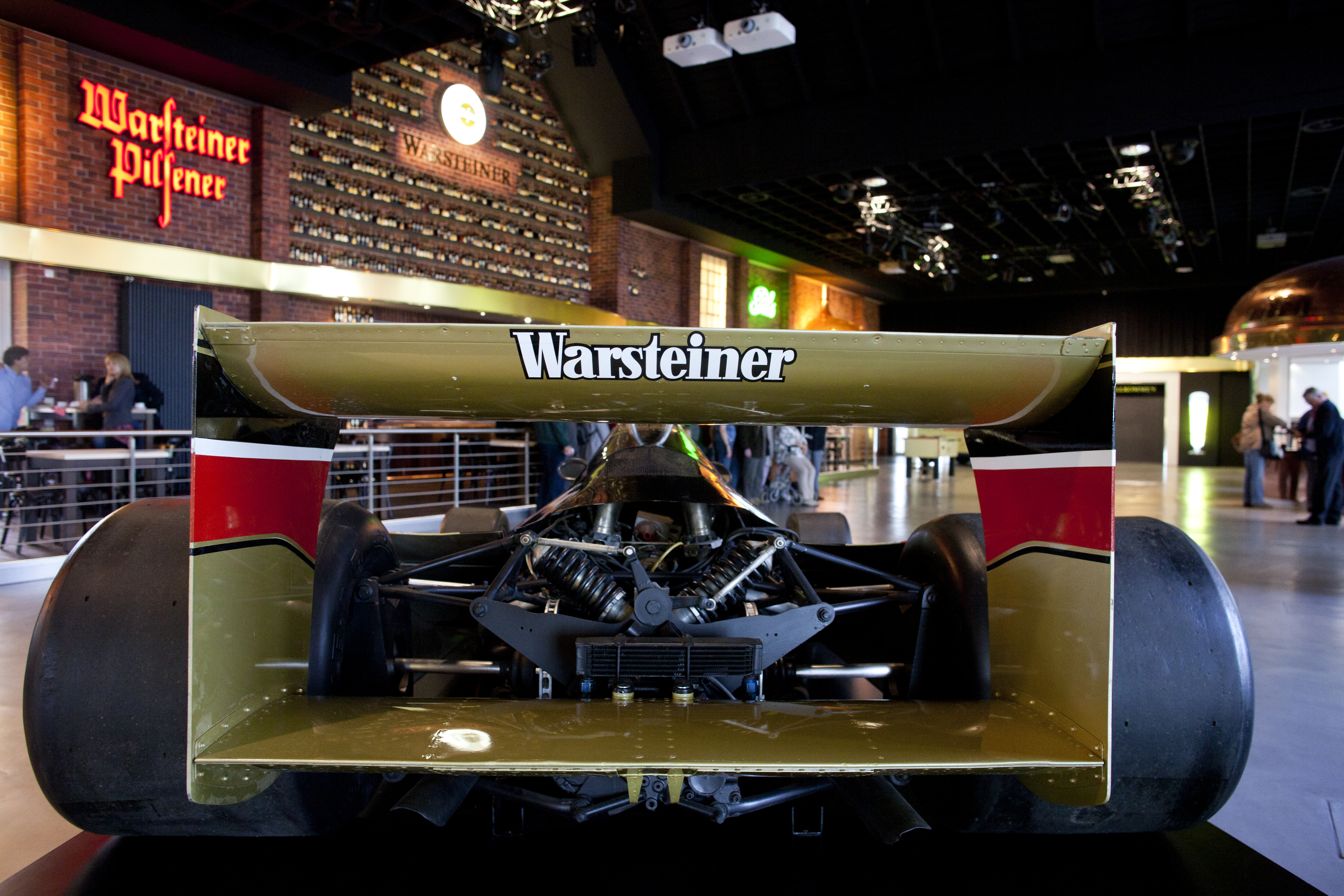
„Warsteiner Welt“ Besucherzentrum

Zur Warsteiner Brauerei gehört seit dem 15. Mai 2006 ein Besucherzentrum namens „Warsteiner Welt“.
Die Warsteiner Welt besteht aus insgesamt drei Gebäuden mit einer Gesamtfläche von 2200 Quadratmetern. Bei den Neubauten wurde darauf geachtet, dass sich die Fassaden der typischen Sauerländer Architektur anpassen. Die Hallenfassade ziert ein kupferner Sudkessel der gleichzeitig als Eingang zum „Welcome Center“ dient.
Das Areal des Besucherzentrums misst rund 53.000 Quadratmeter. Der Biergarten ist mit Rosskastanien bepflanzt und geht in ein 14.000 Quadratmeter großes Gelände mit heimischen Bäumen, Sträuchern und Bodendeckern über.
In der so genannten „Warsteiner Welt“ wird bei einer etwa eineinhalb Stunden langen Vorstellung Geschichtliches über die Warsteiner Brauerei und den Prozess des Bierbrauens erläutert. Die Tour beginnt mit einer Vorstellung im Multimedia-Theater „Rotarium“. Dabei bewegt sich der Zuschauer auf elektronisch gesteuerten Drehplattformen auf die einzelnen Bühnenbilder der 360-Grad-Leinwand zu.
Die Kommentare zu den einzelnen Stationen werden in mehreren Sprachen angeboten. Am Ende der Rundfahrt gelangt der Besucher erneut in die Willkommenshalle des Besucherzentrums, in dem sich Exponate über die Produkte der Privatbrauerei und der Eingang zu einem Indoor-Biergarten mit 150 Sitzplätzen befinden.

## GastronomiepreisWarsteiner Preis
Seit 1994 wird jährlich der Warsteiner Preis – der deutsche Gastronomiepreis verliehen. Preisträger waren beispielsweise:
- 2002: Hans-Peter Wodarz[39]
- 2009: Alfred Biolek
- 2012: Eckart Witzigmann
- 2016: Hermann Bareiss[40]